# Фифи и цветно друштво
Фифи и цветно друштво је британска stop motion анимирана серија.
У Србији, Црној Гори, Босни и Херцеговини и БЈР Македонији се приказивала на неколико канала од 2006. до 2011. на српском језику. Серија има три сезоне, укупно 121 епизоду: 41 у првој, и по 40 у другој и трећој сезони. Синхронизацију прве две сезоне је радио студио Лаудворкс, а треће Саундлајт. у првим три сезонама Имена епизода се не наводе у самим епизодама, већ на ДВД издањима, и разликују се у два ДВД таласа.
Ради се о друштву ликова, заснованих на биљкама и инсектима, о њиховим пустоловинама и активностима у башти. Творац Кит Чапман је такође творац и популарних цртаних серија Мајстор Боб.

## Главни ликови
- Фифи Не-заборави-ме је главна јунакиња, која је обично највеселија. На почетку сваке епизоде каже "Здраво! Ја сам Фифи Не-заборави-ме!", а на крају "Здраво! Не заборави да дођеш ускоро!". Често заборавља ствари и у том случају каже: "Мирисних ми латица!" пре него се обрати гледаоцима за помоћ и опише им предмет чије име је заборавила. Када се присети, остали ликови кажу "Фифи Не-заборави-ме је заборавила!" Када нешто није уреду, каже: "Преварених ми маслачака!". Веома је друштвена, воли да кува и ради у башти. Живи у жутој кући - канти за заливање.
- Тета Лала је Фифина тетка. Воли да прави чајанке и прича са осталим Цветићима. Живи у кући-ананасу и има љубимца гусеницу, која се зове Гугу. Веома је мали, воли да једе и често се изгуби.
- Попи је Фифина пријатељица. Има тезгу на Цветној пијаци, где продаје све што је Цветићима потребно. Живи у кући-бундеви.
- Нарциса је такође Фифина пријатељица. Она је нарцис и не воли неред. Увек жели да изгледа лепо. Покушава да наговори Фифи да обуче хаљину. Не воли црвиће у карфиолу. Живи са Љубичицом у кући-тиквици.
- Љубичица је такође Фифина пријатељица. Веома је креативна и воли да слика. Живи са Нарцисом у кући-тиквици.
- Пип је најмлађи међу Цветићима. Он је огрозд. Воли да помаже Фифи и Бамблу у башти. Понекад прави превише буке и превише се узбуди. Фифи се стара о њему, када се Стинго и Спори поигравају са њим. Живи на игралишту.
- Бамбл је пчела, Фифин најбољи друг. Често јој долази у посету и помаже јој када је у невољи. Лош је у слетању и често пада.
- Стинго је оса, која прави невоље Цветићима. Често покушава да украде храну. Живи у кући-јабуци. Узречица му је "Бинго Стинго!".
- Спори је пуж голаћ, Стингов помоћник. Увек је спреман да помогне Стингу, али је веома спор и често случајно поквари Стингу планове. Заљубљен је у Нарцису, али то скрива од ње. Понекад јој укаже романтични гест или је позове на вечеру - карфиол, из којег извади све црвиће. Шушка док говори, живи изнад Стингове куће, одакле се спушта тобоганом.
- Веби је паук. Она је најстарија и најмудрија у Цветној башти. Цветићи јој се обраћају када им треба савет или помоћ. Стинго и Спори је избегавају, да јој не би пробушили мрежу. Живи у кући-паучини.
- Мо је Фифина косилица, која ради на ђубриво. Развози ствари и Цветиће по Цветној башти.

## Улоге
| Име лика            | Глумац         | Српски глас             |
| ------------------- | -------------- | ----------------------- |
| Фифи Не-заборави-ме | Јане Хороскоп  | Марија Дакић            |
| Тета Лала           | Тим Витнал     | Иван Босиљчић           |
| Попи                | Џоана Руиз     | Јелена Ђорђевић Поповић |
| Нарциса             | Јанет Џејмс    | Бојана Стефановић       |
| Љубичица            | Марина Дарлинг | Јелена Ђорђевић Поповић |
| Пип                 | Марина Дарлинг | Јелена Ђорђевић Поповић |
| Бамбл               | Марс Силк      | Горан Јевтић            |
| Стинго              | Тим Витнал     | Иван Босиљчић           |
| Спори               | Марс Слик      | Горан Јевтић            |
| Веби                | Марина Дарлинг | Бојана Стефановић       |

## ДВД издања
Фирма Луксор је објавила неколико ДВДова са епизодама из прве и друге сезоне. Намењени су тржиштима Србије и Црне Горе. Трећа сезона није издата на ДВДу.

### Прво издање
Састоји се од 5 ДВДова од по 6 епизода прве сезоне, ван редоследа.
| Број ДВДа | Количина епизода | Списак епизода |
| --------- | ---------------- | --- |
| 1         | 6                | 1. Фифина представа 2. Распршивање цветића 3. Бамблова прехлада 4. Смрдљиви Спори 5. Нашминкани Бамбл 6. У помоћ Бамбле          |
| 2         | 6                | 7. Заглављени Стинго 8. Цветићи су шизнули 9. Бамблова велика трка 10. Изненађење 11. Лепа као слика 12. Љубичицина журка        |
| 3         | 6                | 13. Препустите то Стингу 14. Шпијуни 15. Потрага за благом 16. Спортски дан 17. Фи фи фо фу Фифи 18. Уживанција                  |
| 4         | 6                | 19. Фифи је главна 20. Пуна рупа зезања 21. Штрикаве глупости 22. Туфнасти Пип 23. Немој да се мењаш 24. Оса која је викала јао! |
| 5         | 6                | 25. Нарцисин мирис 26. Чоколадно изненађење 27. Пип учи да плеше 30. Часови летења 31. Фифин важни крцкави дан 29. Лепотица бала |

### Новогодишњи ДВД
Био је доступан само уз Фифи новогодишњи пакетић 2006. године. Садржи 6 епизода друге сезоне.
| Количина епизода | Списак епизода                                                                                             |
| ---------------- | --- |
| 6                | Milkshake Flowertot Rainbow Frosty Morning Poppy's Day Off Can We Have Our Ball Back Violet's Big Bracelet |

### Друго издање
Епизоде 1-26 прве сезоне су поново објављене на нова 3 ДВДа, имена епизода су другачије преведена.
| Број ДВДа | Количина епизода | Списак епизода |
| --------- | ---------------- | --- |
| 1         | 8                | 1. Фифина представа 2. Распршивање цветића 3. Бамблова прехлада 4. Смрдљиви Спори 5. Нашминкани Бамбл 6. Упомоћ Бамбле 7. Стинго се заглавио 8. Цветићи су шизнули                                        |
| 2         | 9                | 9. Бамблова велика трка 10. Боровница изненађења 11. Савршена као слика 12. Љубичицина журка 13. Препусти то Стингу 14. Шпијуни из блата 15. Лов на благо 16. Спортски дан 17. Фи фи фо фу Фифи           |
| 3         | 9                | 18. Живот је бајка на плажи 19. Фифи је главна 20. Пуна рупа зезања 21. Штрикаве глупости 22. Тачкасти Пип 23. Немој да се мењаш 24. Оса која је викала јао 25. Примросин парфем 26. Чоколадно изненађење |